# Херешин
Херешин је насељено место у саставу града Копривнице у Копривничко-крижевачкој жупанији, Република Хрватска.

## Историја
До територијалне реорганизације у Хрватској налазио се у саставу старе општине Копривница.

## Становништво
На попису становништва 2011. године, Херешин је имао 728 становника.

## Попис1991.
На попису становништва 1991. године, насељено место Херешин је имало 651 становника, следећег националног састава:
| Попис 1991.‍  | Попис 1991.‍  | Попис 1991.‍ | Попис 1991.‍ | Попис 1991.‍ |
| ------------ | ------------ | ----------- | ----------- | ----------- |
|              |              |             |             |             |
| Хрвати       | Хрвати       |             | 636         | 97,69%      |
| Срби         | Срби         |             | 5           | 0,76%       |
| Словенци     | Словенци     |             | 4           | 0,61%       |
| Југословени  | Југословени  |             | 2           | 0,30%       |
| остали       | остали       |             | 1           | 0,15%       |
| регион. опр. | регион. опр. |             | 1           | 0,15%       |
| непознато    | непознато    |             | 2           | 0,30%       |
| укупно: 651  |              |             |             |             |